# Jasus tristani
A Jasus tristani az  ízeltlábúak (Arthropoda) törzsébe, a rákok (Crustacea) altörzsbe, a felsőbbrendű rákok (Malacostraca) osztályába, ezen belül a tízlábú rákok (Decapoda) rendjébe, és a Palinuridae család Jasus nemzetségébe tartozó faj. Tristan da Cunha címerállata. Nagyon közeli rokona a Jasus paulensis és lehet, hogy valójában egyazon fajról van szó.

## Előfordulása
Tristan da Cunhán és a hozzá tartozó szigeteken, valamint az ettől 1680 kilométerre északkeletre található Vema nevű tenger alatti hegycsúcson él.

## Halászat
1950-ig csak a helyiek fogyasztották, ezután más halászvállalatok is halászták, például a South Atlantic Islands Development Corporation. Állományai kimerültek. Halászatuk a hetvenes években tetőzött 800 tonna évenkénti átlaggal. 1992 óta általában évi 400 tonna a kitermelés.